# 燃燒人

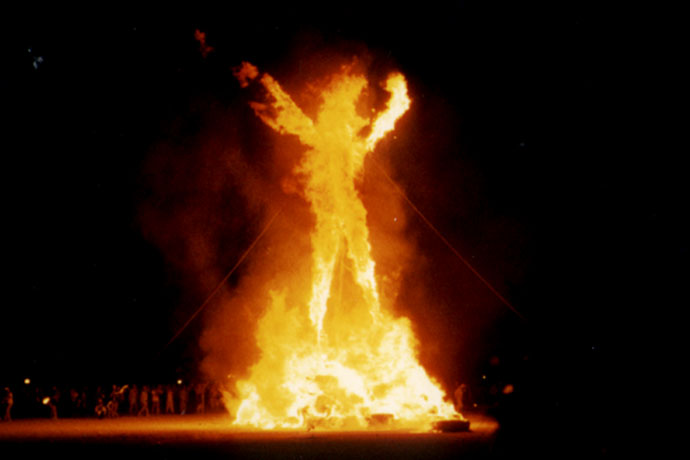
週六夜晚儀式：燃燒大型木製人偶

火人祭（英語：Burning Man，又名火人節）是一年一度在美國內華達州的黑石沙漠（Black Rock Desert）舉辦的活動，九天的活動開始於美國勞動節前一個星期六，結束於美國勞工節（九月第一個星期一）當天。火人祭這名字始於週六晚上焚燒巨大人形木像的儀式。這個活動被許多參與者描述為是對社區意識、藝術、激進的自我表達，以及徹底自力更生的實驗。

## 歷史
火人祭起源於1986年拉里·哈維（Larry Harvey）、傑里·詹姆斯（Jerry James）和幾個朋友在舊金山的貝克海灘開始的夏至營火儀式。他們在沙灘上豎起9英尺（2.7）高的木製人像和另一座較小的木狗，然後將之點燃。活動連續進行了幾年，1990年時被警方以無許可證為由中斷，於是他們移往內華達州的黑石沙漠舉辦。活動由非營利組織主辦，參加人數每年遽增，2019年有七萬人參加了火人祭。2020及2021年，因應COVID-19疫情，這個活動改為在線上舉辦。

## 特色
由於被稱為「火友」（Burner，又名「火人」）的參與者各自懷有不同目標，因此活動並沒有單一焦點。活動的特色取決於參與者，當中包括社群、藝術、荒誕行為、去商品化和狂歡，無論目標為何，參與至上。火人祭活動包含10項原則：
- 極致包容（radical inclusion）
- 無私餽贈（gifting）
- 去商品化（decommodification）
- 自力更生（radical self-reliance）
- 展現自我（radical self-expression）
- 社區精神（communal effort）
- 公民責任（civic responsibility）
- 不留痕跡（leaving no trace）
- 積極參與（participation）
- 活在當下（immediacy）

從1995年以來，拉里·哈維每一年的給予活動不同的主題。2006年主題是希望和恐懼，2007年是綠人，2010年則是大都會。它在一定程度上決定了被燃燒的巨型人像的設計，主題對參與者在使用藝術品、服裝、營地和車輛的設計上也有很大的影響。
火人祭主要以外來藝術和富於想像力的藝術作為號召，然而活動期間更出現多樣的藝術形式。火人祭鼓勵通過藝術創作表達和互動藝術。眾多向主辦單位註冊的主題營，是由龐大的參與者子社群建立的活動和居住中心，使用大量的設計和藝術元素，是為了吸引更大的社群和滿足主辦單位的互動性要求。音樂、表演和流動街頭戲劇，是在營地及城市建設區裡常見的藝術形式。緊連著城市，拉洪唐湖乾燥的湖床則樹立著數以百計的藝術品，從小到非常大型的藝術裝置都有，通常是動力學，電子和火的元素的雕塑。

## 黑石城

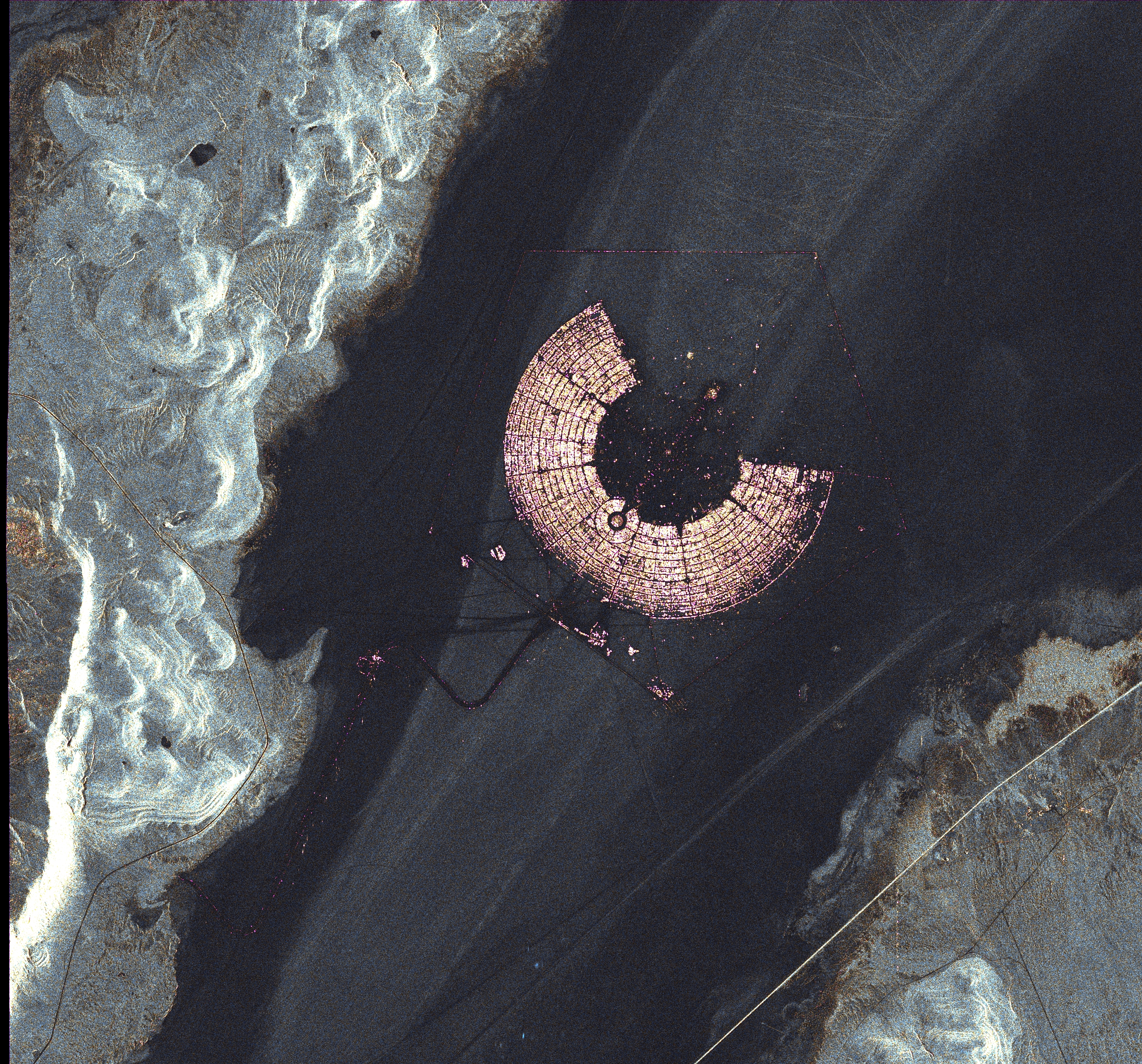
2011年由TerraSAR-X拍攝的黑石城衛星圖片

黑石城（Black Rock City，簡稱BRC）是火人祭參與者所創設的臨時城市，活動幾乎全數義務參與。大部分的佈局和一般城市基礎設施，是志願者居住在活動之前和之後幾個星期所建設。其餘的城市包括主題營地，村莊，藝術裝置和個人露營是由與會者創造。除了城市的中心營由主辦單位建造外，城市的各式各樣的大型主題營區，往往由一群擁有共同身分或特質的人所建造，村莊則由規模較小的營地聯合而成，他們創造的那種氛圍就是他們對黑石城的憧憬設想。由於火人祭的參與者每年增長，吸引到更多不同的族群，那些創造主題營區的次文化，就如同在其他城市也找得到類似的特質。火人祭活動仰賴群眾自發性的參與，以及大量的志願者無私地奉獻時間和精力。

## 區域性活動
近年來，火人祭甚至不受限於每年一次的活動，他們在其他各地也創造出區域性的火人祭活動，世界各地也有出現官方授權的火人活動。美國的俄勒岡州、西雅圖、密蘇里州、密西根、猶他州、聖地亞哥、科羅拉多州、特拉華州、新英格蘭、德薩斯州、印第安納州，北卡羅來納州、亞利桑那州，以及加拿大卑詩省、紐西蘭、澳大利亞新南威爾斯與西澳、南非和西班牙都開始建立區域性的火人祭活動。
臺灣自2006年起舉辦火人祭相關活動，為中文世界裡火人祭區域活動的先河。並於2019年以「龜焰」為名正式登記區域性的火人祭組織。

## 外部連結
- 火人祭官方網站 （页面存档备份，存于）（英語）

- 小S和老公衝美國「火人節」全身包緊緊變螢光史瑞克！網友快笑瘋：根本裝置藝術 （页面存档备份，存于）

1. ↑  . burningman.org.   [2022-06-29]. （原始内容存档于2018-09-12） （美国英语）.
2. ↑  CNN, Amir Vera. . CNN.   [2020-06-12]. （原始内容存档于2020-11-22）.
3. ↑  . 鏡週刊 Mirror Media. 2017-09-14  [2022-06-29]. （原始内容存档于2022-07-02） （中文（繁體））.
4. ↑  . 鏡週刊 Mirror Media. 2017-09-23  [2022-06-29]. （原始内容存档于2022-06-29） （中文（繁體））.
5. ↑  . Burning Man.   [2022-06-29]. （原始内容存档于2022-06-29） （美国英语）.
6. ↑  . regionals.burningman.org.   [2022-06-29].